# フレデリック・デュリユー

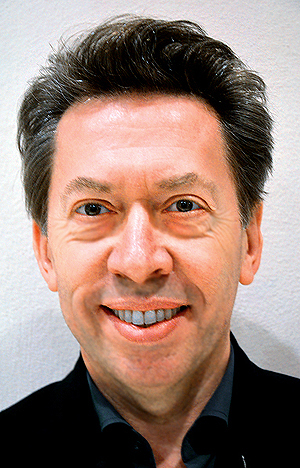
Frédéric Durieux, 2016

フレデリック・デュリユー（Frédéric Durieux, 1959年6月16日 - ）は、フランス、グルノーブル生まれの現代音楽の作曲家。

## 略歴
1980年、グルノーブル地方音楽院音楽書法科を首席で卒業の後、パリ国立高等音楽院にてベッツィ・ジョラスに楽曲分析を、イヴォ・マレクに作曲を師事し、両学科を一等賞で卒業。1988年から1991年にかけてアンドレ・ブクレシュリエフに作曲の個人指導を仰ぐ他、ブライアン・ファーニホウ、フランコ・ドナトーニ、ジェラール・グリゼイ、ユーグ・デュフール、ジェルジ・リゲティ、トリスタン・ミュライユらのマスタークラスを受講。1985年、フランス国立音響・音楽研究所にてレジデント・コンポーザーを務め、1987年より二年間ローマ、メディチ荘に滞在した後、1991年より2001年までパリ国立高等音楽院の分析クラス教授を務め、2001年より現在に至るまで同音楽院の作曲科教授を務める。

## 作風
デュリユーは、分析クラス教授であったことからも窺えるように、作品における徹底した音楽書法の構築を旨としている。緻密に構成された音楽語法、強固な分節、音色の洗練が追求されている他、イヴ・ボンヌフォワ、エマニュエル・オカールの詩への偏愛、引用が見られる。音楽史および音楽書法の変遷への興味から、デュリユーは、この分野において複数の論文を書いておりまたこうした音楽の推移、想起への考察から、スタイルとしては、同じ構想に基づいた、関連性のある作品を制作していく手法を取っている。《展開の始まり》(1989)で扱われた題材は、その後に続く作品《周期,余白,其れ》(1989)、《その向こう側へ》(1990-1992)においてさらに展開を見せ、和音群の連打、展開、変質といった音の記憶によって各々が結びつけられており、作品から作品へと系譜が受け渡されている。

## 教育
学生の筆力を上げる指導には定評があり、近年は各種国際作曲コンクールで門下生の名を見かけることも増えている。

## 受賞歴
- ローマ、メディチ荘滞在 (1987-1989)
- モナコ公室財団賞 (2005) (*オーケストラのための《横断》に対して)
- 芸術文化勲章 オフィシエ

## 作品
現在までに、およそ40の作品を発表しており、近年のものとしては、フランス国立音響・音楽研究所およびモナコ公室委嘱の弦楽四重奏曲《其処ではない、此処》の改訂版が2009年に発表されている。

### 声楽および器楽曲
- 《Cristal & Corps》 混声合唱と室内オーケストラのための (1994-1995), 13分
- 《Du lieu qui n'est qu'un rêve》 ソプラノ、混声合唱、オーケストラのための (1996-1998), 20分
- 《Exil II》 二人の女性声楽と器楽合奏のための (1983), 21 minutes [note de programme]
- 《Face lumineuse》 二人のソプラノとアンサンブルのための (1982), 12分
- 《L’Eau éclairée》 ソプラノ、混声合唱、オーケストラのための (1996-1998), 20分
- 《Sammlung》 12人の混声合唱と2人の打楽器のための (2009-2011)
- 《So schnell, zu früh ドミニク・バグエの追憶に》 ソプラノ、器楽合奏、リアルタイム音響のための (1993), 18分
- 《Viridaria エマニュエル・オカールの詩に基づく》ソプラノとオーケストラのための (1994-1995), 15分

### 協奏曲
- 《チェロ協奏曲》 (2007-2010)
- 《Marges II》 ピアノと9人のソリストのための (1989), 13分
- 《Marges III》 オーボエと器楽合奏のための (1989-1990), 15分
- 《Werden - devenir II》 クラリネットと器楽合奏のための (1993-2001), 16分

### 器楽合奏曲
- 《3 pour 2》 17人の器楽奏者のための (2005-2006), 23分
- 《Là, au-delà》 26人の器楽奏者のための (1990-1991), 23分
- 《Macle 大オーケストラのための (1985-1986), 17 minutes
- 《Parcours pluriel》 17人の器楽奏者とリアルタイム音響のための (1987), 17分
- 《Possibilities》 ハワード・バーカーに捧ぐ》8人のチェリストのための (2009-2010)
- 《Seuil déployé》 22人の器楽奏者のための (1988-1989), 23分
- 《Traverse 1》 大オーケストラのための (1995), 05 minutes 30分
- 《Traverses 2 et 3》 大オーケストラのための (2002-2003), 12分

### 室内楽曲
- 《Alliances》 フルートとクラリネットのための (1994), 6分
- 《Départ ドミニク・トロンサンの追憶に》、 室内楽のための (1995-2000), 5分
- 《Epars, Indivisible》 室内楽のための (1982), 20分
- 《Here, not There バーネット・ニューマンに捧ぐ》 弦楽四重奏と電子音響のための (2004-2007), 14分
- 《Marges I》 チェンバロと打楽器のための (1989), 8分
- 《Origine》 (1990), 50分
- 《Placer/Déplacer》 小品第一番 ヴァイオリンとピアノのための (2009), 3分
- 《Souffler/Frapper》 バソンと打楽器のための (2009), 6分
- 《Strophe en Marge》 教育作品 (1986), 3分
- 《Études en Alternance》 6人の器楽奏者のための (2002-2003), 8分

### 独奏曲
- 《Alexis Gesang》 チェロのための (2007), 4分
- 《Devenir》 クラリネットとリアルタイム音響のための (1993), 17分
- 《Départ ドミニク・トロンサンの追憶に》 クラリネットのための (1995), 5分
- 《Esquisse pour Stèle》 教育作品 (1985), 4分
- 《Gemme》 オルガンのための (1984), entre 17分
- 《Incidences》 打楽器のための (1996), 10分
- 《Initial - devenir III》 クラリネットのための (1993-2002), 14分
- 《Là》 クラリネットのための (1989), 13分
- 《Marges IV》 ピアノのための (1989-1992), 13分
- 《Ouvrir》 ヴァイオリンのための (2009), 4分
- 《Pour tous ceux qui tombent》 ピアノのための (1997), 1分30秒
- 《Ritt》 ヴァイオリンのための (2009), 5分
- 《Übersicht IIa》 テナーサックスのための (2008-2010), 8分
- 《Übersicht Ia》 バリトンサックスのための (2008), 6分
- 《Übersicht Ib》 テナーサックスのための (2008-2009), 6分